# Llanbedr Airport
Llanbedr Airport (engelska: RAF Llanbedr) är en flygplats i Storbritannien.   Den ligger i kommunen Gwynedd och riksdelen Wales, i den södra delen av landet, 300 km nordväst om huvudstaden London. Llanbedr Airport ligger 9 meter över havet.
Terrängen runt Llanbedr Airport är kuperad åt nordost, men söderut är den platt. Havet är nära Llanbedr Airport åt sydväst.  Närmaste större samhälle är Porthmadog, 13,1 km norr om Llanbedr Airport. Trakten runt Llanbedr Airport består i huvudsak av gräsmarker.